# Всяк в своём нраве
«Всяк в своём нра́ве» (англ. Every Man in His Humour) — комедия нравов английского драматурга Бена Джонсона.
В русскоязычной литературе известна также под названиями «Каждый в своём нраве», «Каждый в своём настроении», «У всякого свои причуды», «Каждый по-своему». Буквальный перевод заглавия — «Каждый в своём юморе», где слово «юмор» («гумор») употреблено в старинном значении «характер, темперамент, повадка»; тот же смысл — в названии пьесы Джона Флетчера «Своенравный сотник» (англ. The Humorous Lieutenant).

## Содержание
Пьеса сохранилась в двух редакциях. В первой действие происходит во Флоренции, хотя по сути сатирически изображается лондонский быт; во второй маскировка снята и действие перенесено непосредственно в Лондон — соответственно, и имена персонажей изменены с итальянских на английские. Вторая редакция издавалась и ставилась на сцене чаще; далее имена приводятся по ней.
В доме богатого купца Кайтли собирается молодёжь: сестра Кайтли, Бриджет; шурин Кайтли, Веллбрэд; вспыльчивый сквайр Джордж Даунрайт; деревенский простофиля Стефан, изо всех сил стремящийся подражать модам светского общества; бездарный поэт Мэттью; похваляющийся доблестью на словах, но трусливый на деле капитан Бобадил; образованный юноша Эдвард Ноуэлл.
Отец Эдварда, Ноуэлл-старший, недоволен, что сын прожигает время в компании молодых бездельников. Он пытается проследить за Эдвардом и повлиять на него, привлекая для этого слугу, Брейнуорма. Однако Брейнуорм, притворяясь, будто служит старому хозяину, помогает молодому, старого же — а заодно и других героев — дурачит при помощи обманов и переодеваний. В троице «строгий старик-отец — непутёвый сын — хитрый слуга» заметно влияние на Джонсона аналогичных персонажей хорошо знакомой ему древнеримской комедии Плавта — как и в традиционной фигуре «хвастливого воина» Бобадила.
Параллельный сюжет — муки ревности Кайтли, безосновательно подозревающего, что жена изменяет ему с кем-то из беспутных завсегдатаев его дома.
Написана комедия смесью стихов и прозы. Действие уложено в 12 часов от утра до вечера одного дня, то есть соблюдает единство времени — ещё одно проявление классицизма автора.

## Постановки

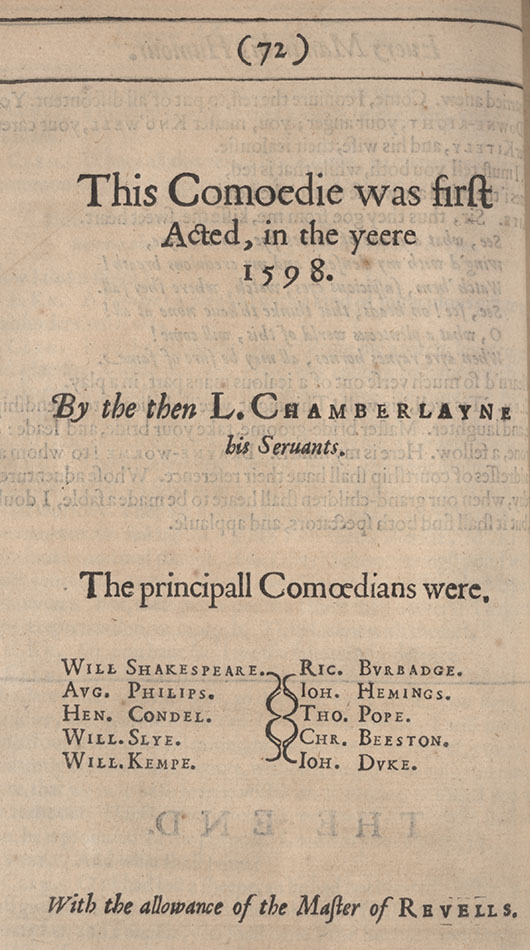
Страница из первого фолио Джонсона (1616) со списком актёров, участвовавших в премьере

Пьеса была впервые поставлена труппой «Слуги лорда-камергера» в театре «Куртина» в 1598 году. Вильям Шекспир играл одну из главных ролей — предположительно, старика-отца, что согласуется с приписываемыми ему ролями пожилых, серьёзных героев: Адама в «Как вам это понравится» и Призрака в «Гамлете». Участвовали также Ричард Бёрбедж, Огастин Филлипс, Уильям Кемп, Уильям Слай, Томас Поуп, Кристофер Бистон, будущие издатели Первого фолио Шекспира Джон Хеминг и Генри Конделл.
По театральному преданию, записанному в 1709 году Николасом Роу, именно Шекспир убедил труппу принять комедию новичка к постановке, в то время как другие пайщики были склонны отвергнуть её.
Спектакль имел большой успех и прославил автора пьесы, ставшей для елизаветинского Лондона примерно тем же, чем в своё время «Горе от ума» — для Москвы. Зрители, больше привыкшие к условным фигурам романтических драм, увидели на сцене живые типажи своих современников — о чём сам Джонсон говорит в прологе ко второй редакции.

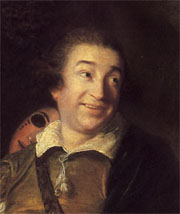
Джошуа Рейнольдс. Портрет Дэвида Гаррика в роли Кайтли

2 февраля 1605 года труппа Шекспира, уже называвшаяся к тому времени «Слуги короля», играла «Всяк в своём нраве» при дворе Якова I.
В 1751 году Дэвид Гаррик поставил комедию в собственной обработке, расширив предназначенную им для себя роль ревнивца Кайтли и несколько сократив остальные сюжетные линии. Постановка пользовалась популярностью, Кайтли сделался одной из наиболее знаменитых ролей Гаррика.
В дальнейшем на английской сцене Кайтли играли Джордж Фредерик Кук, Эдмунд Кин, Уильям Чарлз Макриди.
В 1845—1848 годах в нескольких благотворительных любительских спектаклях роль капитана Бобадила исполнял Чарльз Диккенс. Грубоватого водовоза Коба в постановке представлял художник Джордж Крукшанк, среди зрителей присутствовали Роберт Браунинг и Альфред Теннисон.

## Публикации
Первая, «итальянская» редакция пьесы появилась в печати ин-кварто в 1601 году с латинским эпиграфом из Ювенала (Сатира VII о бедственном положении литераторов, стихи 90 и 93):

Quod non dant proceres, dabit histrio.

Haud tamen invideas vati, quem pulpita pascunt.

То, чего знатный не даст, даст актёр…

Но не завидуй поэтам, которых лишь сцена питает.

Следующее издание, уже во второй, существенно переработанной «английской» редакции, — в первом фолио Джонсона (1616), где «Всяк в своём нраве» открывает раздел пьес. В новой публикации добавлены стихотворный пролог и посвящение школьному учителю Джонсона, известному историку и филологу Уильяму Кемдену.
На русском языке комедия публиковалась в переводе П. Н. Соколовой (1933).